# Seagull Monument

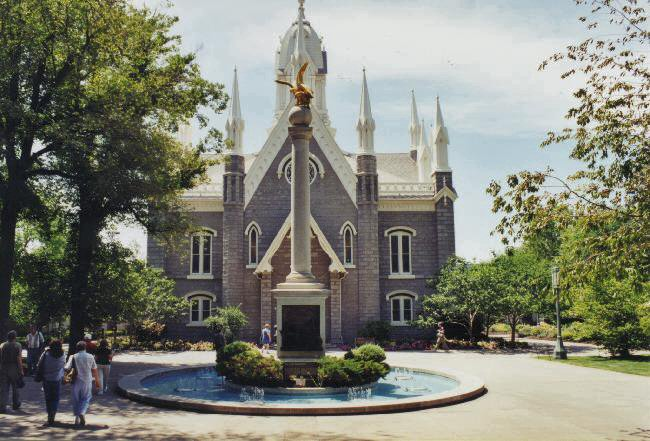
Statue vor der Salt Lake Assembly Hall.

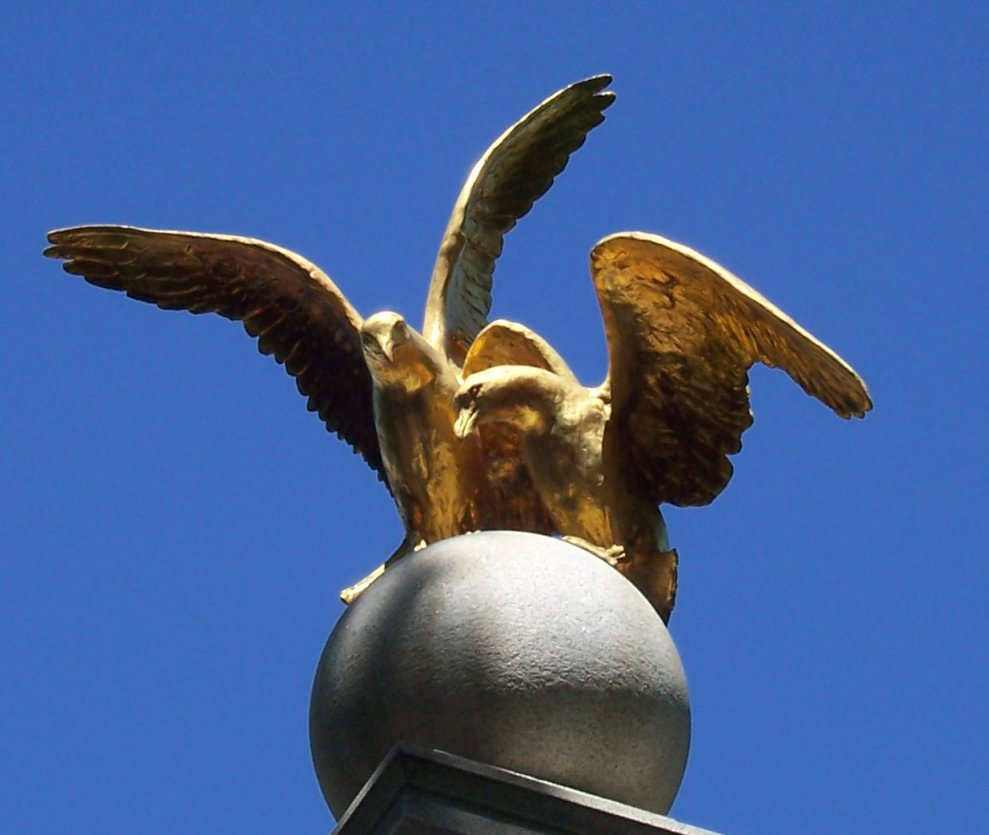
Bronzemöwen an der Spitze der Statue

Das Seagull Monument ("Möwendenkmal") befindet sich im Bereich des Temple Square, dem Mittelpunkt des Stadtzentrums von Salt Lake City, der Hauptstadt des US-Bundesstaates Utah.
Nach Darstellung der Mormonen bauten die ersten Siedler im Tal Salt Lake Valley nach einem harten Winter im Frühjahr des Jahres 1848 erstmals Getreide und andere Feldfrüchte an. Nach spätem Frost und danach folgenden Dürremonaten wurden die Felder auch noch von Grillen heimgesucht, die vermutlich aus den östlich des Tales gelegenen Ausläufern der Berge stammten. Die Mormonen gingen mit Stöcken, Feuer und Wasser gegen die Insekten vor und beteten, um Hilfe zu erhalten. Nach zwei Wochen flogen zahlreiche Möwen (vermutlich Kaliforniermöwen (Larus californicus)) vom nahe gelegenen Großen Salzsee zu den Feldern und fraßen die Grillen. Sie taten dies etwa zwei Wochen lang, wodurch ein großer Teil der Ernte gerettet werden konnte.
Das Seagull Monument wurde zur Erinnerung an dieses Ereignis errichtet. Die Kaliforniermöwe ist heute der Staatsvogel von Utah.